# Голям юс
Голям юс, или голяма носовка, е наименованието, давано на специфична фонема, съществувала в старобългарския език и съответстващите ѝ букви (Ѫ, ѫ) в кирилицата и глаголицата. Буквата изразява носовия гласен звук [ɔ̃] (он, ън).

### Големият юс в старобългарския и доосвобожденския правопис
Следният цариградски труд на хилендарския свещенослужител Иларион Стоянов от 1844 г. свидетелства за борбата за запазване на българския облик на езика и азбуката по време на османското владичество в условията на нахлуване на печатни руски текстове.: „...много полезно бы было Български-тѣ списатели дабы ся свѣстили ѿ прелесть-тѫ, въ коѭ-то сѫ паднали! И дабы ѡбърнали вниманіе-то си да изслѣдватъ Българскі-атъ языкъ, не вече въ печатаны-тѣ цьрковны книгы, (кои-то сѫ исправени по Русско-то произношеніе), но въ кожены-тѣ стары рѫкописы, въ кои-то є погребенно сѫкровище-то на днешный-атъ Български языкъ.“. От тези редове се вижда и ранният облик на доосвобожденческия български правопис и употребата както на ѫ, така и на неговия йотиран вариант ѭ.

### Развой на големия юс в българските диалекти
От почти всички български диалекти е отпаднал изговорът на големия юс. Но в солунския и костурския говор той все пак е запазен под формата на разложен назализъм - „Кънде грендиш, мило чендо?“ ("Кѫдѣ грѧдишъ, мило чѧдо?")

### Големият юс в правописа след Освобождението
Наричана и „широко ъ“ или „ъ-кръстато“, графемата ѫ е запазена в българския правопис до правописната реформа от 1945 г.
При положение че в повечето диалекти е отпаднал специфичният изговор на големия юс, мястото на изписване на буквата се е учило наизуст, без езиков усет.